# Taiyang Hu
Taiyang Hu (chinesisch 太阳湖 ‚Sonnensee‘) ist ein kleiner, runder See auf der Fildes-Halbinsel von King George Island im Archipel der Südlichen Shetlandinseln. Er liegt nordwestlich der Hochebene Beibu Taidi in einer Senke in den Davies Heights.
Chinesische Wissenschaftler benannten den See 1986 im Zuge von Vermessungs- und Kartierungsarbeiten. 